# Leonardo Nigro
Leonardo Nigro (* 15. Februar 1974 in Italien) ist ein Schweizer Schauspieler.

## Leben
Leonardo Nigro ist in Zürich als Sohn italienischer Einwanderer aufgewachsen. Von 1994 bis 1996 besuchte er die European Film Actor School in Zürich. Danach folgten Theateraufführungen in Basel, Berlin, Hamburg und Dresden. Seine erste Fernsehrolle erhielt er in einer Episode der ARD-Serie Einsatz Hamburg Süd. Danach kamen Einzelauftritte bei verschiedenen Fernsehserien wie Die Wache oder Ein Fall für zwei.
Ab 2002 kam Leonardo Nigro zu verschiedenen Rollen in Kinofilmen, wie zum Beispiel in Nachbeben oder Grounding – Die letzten Tage der Swissair. Weiter hatte er Hauptrollen in den Schweizer Fernsehserien Schöni Uussichte und Tag und Nacht inne.
Leonardo Nigro ist seit 1999 mit Mayumi Steiner liiert. Im Juni 2012 wurden sie erstmals Eltern eines Sohnes.

## Filmografie (Auswahl)

### Kino
- 2002: Blue Hope
- 2005: ABC Schutzmassnahmen
- 2005: Antikörper
- 2006: Grounding – Die letzten Tage der Swissair
- 2006: Handyman
- 2006: Nachbeben
- 2007: Auf der Strecke
- 2009: Der Fürsorger
- 2009: Länger Leben
- 2009: Maria, ihm schmeckt’s nicht!
- 2009: Sinestesia
- 2010: 180°
- 2010: Cosa voglio di più
- 2011: Resturlaub
- 2013: Die schwarzen Brüder
- 2015: Schellen-Ursli
- 2017: Zwischen den Jahren
- 2021: The Zurich Affair – Wagner’s One And Only Love. Regie: Jens Neubert (Drama)
- 2023: Bon Schuur Ticino. Regie: Peter Luisi (Komödie)

### Fernsehen
- 2002: Und die Braut wusste von nichts
- 2004: Piff paff puff
- 2005–2007: Schöni Uussichte
- 2006: Ein Fall für zwei – Doppelpass (Folge 235)
- 2006: Das Duo – Der Sumpf
- 2007: Moppel-Ich
- 2007: Tod in der Lochmatt
- 2008: Dr. Psycho – Die Bösen, die Bullen, meine Frau und ich (Staffel 2, Folgen 1 und 2)
- 2008: Tag und Nacht
- 2008: Kommissar Süden und das Geheimnis der Königin
- 2009: Flug in die Nacht – Das Unglück von Überlingen
- 2009: Tatort: Um jeden Preis
- 2010: Die Käserei in Goldingen
- 2010: Donna Leon – Lasset die Kinder zu mir kommen
- 2013: SOKO Leipzig – Graf Porno
- 2013: Sommer in Rom
- 2013: Alles Klara – Pizza Mortale (Folge 21)
- 2016: Der Urbino-Krimi: Die Tote im Palazzo, ARD
- 2016: Der Urbino-Krimi: Mord im Olivenhain, ARD
- 2017: SOKO Köln: Arrivederci Bruno, ZDF
- 2017: Alarm für Cobra 11 – Die Autobahnpolizei – Unter Brüdern
- 2018–2019: Seitentriebe
- 2019: Alarm für Cobra 11 – Die Autobahnpolizei – Schuld
- 2019: Polizeiruf 110: Der Ort, von dem die Wolken kommen
- 2019: Alarm für Cobra 11 – Die Autobahnpolizei – Happy birthday
- 2022: Der Tod kommt nach Venedig (Fernsehfilm)
- 2023: Tatort: Seilschaft

## Auszeichnungen
- 2014 Schweizer Fernsehfilmpreis in der Kategorie Beste männliche Nebenrolle in Oro verde